# Burton
Burton —  голландский спортивный автомобиль на базе технологий французского 2CV. Burton является открытым спортивным автомобилем ностальгического вида, построенным на шасси 2CV, дополненным современным обвесом из стекловолокна. Автомобиль может быть выполнен как двухместный кабриолет, или в комплекте с жёсткой крышей и крыловидными дверьми. По отдельному заказу изготавливается с откидной крышей. С начала 2002 года набор Burton доступен по всей Европе.
В конце 1998 года Иван и Дмитрий Гебель приступили к разработке Burton под кодовым названием «Охотник» (англ. Hunter). Они вдохновлялись легендарными спортивными автомобилями, такими как Bugatti, Jaguar, Talbot-Lago, Delahaye и Alfa Romeo. Прототип был готов после 18 месяцев работы, а 9 февраля 2000 года появился первый вариант кузова.
Под именем Burton автомобиль был представлен голландской публике в мае 2000 года.
В другие страны данная разработка экспортируется и продаётся также как «Lomax» (англ. Lomax).